# تغازی
تغازی(tagazi)، روستایی است در بخش مرکزی شهرستان زابل، استان سیستان و بلوچستان.
این روستا در۵/۴ کیلومتری شمال شهر زابل و در منطقه‌ای دشت قرار دارد. ارتفاع آن از سطح دریا ۴۷۵ متر و آب و هوای آن گرم و خشک است.